# Muzeum Regionalne w Opocznie
Muzeum Regionalne w Opocznie – muzeum położone w Opocznie. Placówka to miejska jednostka organizacyjna, której siedzibą jest opoczyński Zamek Kazimierzowski.
Muzeum ma celu przybliżenie bogatej kultury regionu opoczyńskiego, zabudowań wiejskich oraz lokalnego folkloru bogatego w wielobarwne stroje i rękodzieło ludowe.

## Historia
Muzeum powstało 1 stycznia 1976. Na siedzibę Muzeum przeznaczono czternastowieczny zamek Kazimierza Wielkiego. Pierwsze eksponaty Muzeum otrzymało od Towarzystwa Przyjaciół Muzeum Ziemi Opoczyńskiej. W późniejszych latach muzeum wzbogaciło się o eksponaty z Muzeum Narodowego w Warszawie oraz Muzeum Narodowego w Poznaniu.. Cenne dary przekazała również Spółdzielnia Pracy Rękodzieła Ludowego "Opocznianka" oraz okoliczna społeczność. 
Od 2009 przy muzeum działa Grupa Rekonstrukcji Historycznej im. partyzanckiego Oddziału Lotniczego AK "Henryk". 

## Organizacja
1.Dział Etnografii – gromadzi i naukowo opracowuje zbiory w zakresie sztuki ludowej, rolnictwa, rzemiosła oraz materiały obrazujące kulturę społeczną i duchową.
2.Dział Archeologii i Numizmatyki – gromadzi i naukowo opracowuje zbiory w zakresie kultury materialnej dawnych społeczeństw ze szczególnym uwzględnieniem Ziemi Opoczyńskiej.
3.Dział Historii i Historii Sztuki – gromadzi i naukowo opracowuje materiały historyczne ze szczególnym uwzględnieniem Ziemi Opoczyńskiej. 
4.Dział Naukowo-Oświatowy – koordynuje i kieruje działalnością popularyzatorską, organizacją wystaw czasowych i stałych oraz objazdowych; prowadzi dokumentację historii Muzeum. 
5.Stanowisko  pracy do spraw administracyjno-finansowych.
6.Biblioteka.

## Wystawy stałe
Na wystawę stałą Muzeum składają się następujące ekspozycje:
- "Z dziejów Ziemi Opoczyńskiej", ukazująca historię regionu od średniowiecza po początki XX wieku,
- "Opoczno w czasie II wojny światowej", ukazująca walki podczas kampanii wrześniowej 1939 oraz działalność oddziałów partyzanckich: mjr. Henryka Dobrzańskiego "Hubala" oraz Armii Krajowej,
- "Rzeźba ludowa regionu opoczyńskiego", prezentująca prace takich twórców jak: Antoni Baran, Mieczysław Włodarski, Joanna i Wojciech Grzędowscy, Marian Ciszewski, Stefan Świątek,
- "Rekonstrukcja wnętrza chałupy opoczyńskiej", ukazująca wnętrze pomieszczeń mieszkalnych, wraz z wyposażeniem i ozdobami,
- "Opoczyński strój ludowy".

Ponadto organizowane są wystawy czasowe oraz zajęcia edukacyjne.